# فرانتس ویمر
فرانتس ویمر (آلمانی: Franz Wimmer؛ زادهٔ ۲۵ اوت ۱۹۳۲) دوچرخه‌سوار اهل اتریش است.  وی در بازی‌های المپیک تابستانی ۱۹۵۲ و ۱۹۵۶ شرکت کرده است.